# Sterrhochaeta
Sterrhochaeta is een geslacht van vlinders van de familie spanners (Geometridae), uit de onderfamilie Larentiinae.

## Soorten
- S. antennata Warren, 1906
- S. aphanisis Prout, 1941
- S. argyrastrape Prout, 1916
- S. biflexa Prout, 1941
- S. constellata Warren, 1906
- S. chaea Prout, 1916
- S. discinota Warren, 1906
- S. distorta Warren, 1906
- S. flexilinea Warren, 1906
- S. fulgurata Warren, 1906
- S. lamia Prout, 1941
- S. leucosphena Prout, 1941
- S. lineola Warren, 1903
- S. minuta Warren, 1899
- S. olivacea Rothschild, 1915
- S. pictipennis Warren, 1906
- S. pulchella Warren, 1906
- S. rectilineata Warren, 1898
- S. ruptistriga Warren, 1906
- S. semiradiata Warren, 1907
- S. splendens Warren, 1906
- S. subcaesia Warren, 1906
- S. subrubescens Warren, 1906
- S. subtilis Prout, 1916
- S. tanaorrhina Prout, 1941